# Бойко, Дмитрий Вячеславович
Дмитрий Вячеславович Бойко (30 сентября 1981, Городня, Черниговская область) — украинский футболист, полузащитник.

## Биография
Занимался футболом с 1989 года, воспитанник футбольной секции города Городня, первый тренер — Н. И. Семеняков. В юношеские годы выступал за команду «Юность» (Чернигов).
На взрослом уровне начал выступать летом 2000 года во второй команде алчевской «Стали» во второй лиге Украины. 28 октября 2000 года дебютировал за основную команду «Стали» в матче высшей лиги против донецкого «Металлурга», заменив на 84-й минуте Артёма Лопаткина, а всего в сезоне 2000/01 принял участие в двух играх высшей лиги. В сезоне 2001/02 продолжал выступать за алчевский клуб в первой лиге.
В первой половине 2003 года играл в первом дивизионе России за хабаровскую «СКА-Энергию», но не смог пробиться в основной состав и лишь 4 раза выходил на замены.
Летом 2003 года вернулся в алчевскую «Сталь», провёл в клубе ещё три сезона, но так и не смог закрепиться в основном составе. В сезоне 2004/05 стал победителем первой лиги Украины, сыграв 12 матчей, а в начале сезона 2005/06 дважды выходил на поле в матчах высшей лиги. После ухода из алчевского клуба играл в первой и второй лигах за «Сталь» (Днепродзержинск), «Горняк» (Кривой Рог), «Еднисть» (Плиски), а также за любительские клубы.
В 2008—2009 годах выступал в высшем дивизионе Эстонии за «Калев» (Силламяэ), провёл 24 матча и забил 3 гола. Серебряный призёр чемпионата Эстонии 2009 года.
В 2010 году вместе с группой украинских игроков (Роман Смишко, Игорь Коряк, Вадим Тарасов) перешёл в киргизский клуб «Нефтчи» (Кочкор-Ата), с которым в том же сезоне стал чемпионом Кыргызстана и финалистом Кубка страны. Затем недолго выступал за другие среднеазиатские клубы — таджикский «Худжанд» и киргизский «Алай».
В конце карьеры играл на любительском уровне на Украине.